# 里弗頓 (愛荷華州)
里弗頓（英語：Riverton）是一個位於美國愛荷華州弗里蒙特縣的城市。

## 地理
里弗頓的座標為40°41′10″N 95°34′04″W / 40.68611°N 95.56778°W，而該地的平均海拔高度為294米（即965英尺）。

## 人口
根據2010年美國人口普查的數據，里弗頓的面積為1.53平方千米，當中陸地面積為1.53平方千米，而水域面積為0.00平方千米。當地共有人口304人，而人口密度為每平方千米198人。